# 8 Diagrams
8 Diagrams ist das fünfte Studioalbum der US-amerikanischen Hip-Hop-Gruppe Wu-Tang Clan. Veröffentlicht wurde es am 11. Dezember 2007 über SRC/Universal Motown Records. Das Album wurde drei Jahre nach dem Tod von Ol’ Dirty Bastard und sechs Jahre nach dem letzten Album, Iron Flag, auf den Markt gebracht. Viele Rapper der Gruppe hatten in dieser Zeit bereits eigene Soloalben veröffentlicht oder waren auch als Schauspieler tätig.
8 Diagrams debütierte auf Platz 25 der US-amerikanischen Billboard-Charts und auf Platz 9 der Top R&B/Hip-Hop Albums mit 68.000 verkauften CDs in der ersten Woche. Im April 2014 hatte 8 Diagrams 202.000 Kopien vorzuweisen. Das Album wurde generell positiv aufgenommen und positiver bewertet als das letzte Album.

## Hintergrund
8 Diagrams ist das erste Album der Gruppe nach dem Tod von Mitbegründer Ol’ Dirty Bastard, der 2004 an einer Überdosis Kokain starb. Der Titel des Albums wurde vom chinesischen Kung-Fu-Film The Eight Diagram Pole Fighter übernommen. Die achtköpfige Gruppe, die bis dato sechs Jahre kein Album veröffentlicht hatte, schloss einen Vertrag für ein Album mit Steve Rifkinds SRC Records im Dezember des Jahres 2006 ab. Die letzten vier Alben wurden allesamt von Rifkinds mittlerweile aufgelöstem Label Loud Records veröffentlicht.
Am 5. August 2007 erklärte RZA auf dem Virgin Festival in Baltimore, dass das Album am 13. November 2007, also am dritten Jahrestag des Todes von Ol’ Dirty Bastard, veröffentlicht wird. Allerdings kam es dann aber erst knapp einen Monat später, am 11. Dezember, auf den Markt. In einem Statement über das Comeback von Wu-Tang Clan erklärte Produzent RZA:

„Der Zeitpunkt für unser Comeback ist perfekt, die Sterne stehen günstig. Es ist wie das erste Mal, als wir mit Steve angefangen haben. Wir brachten authentischen Hip-Hop zu einer Zeit, als es mehr zu Pop oder R&B überging. Wir richteten den Fokus der Musik zurück zu seiner ursprünglichen Form, ohne ausgefeilte Studios oder Radio-Hits … Die Leute wollen was, das ihnen Adrenalin gibt. Wir sind hier, um genau das zu liefern. Wie kann Hip-Hop tot sein, wenn es Wu-Tang für immer gibt? Wir sind hier, um den Geist wiederzubeleben und um neue Energie zu bringen, welche in letzter Zeit abgegangen war.“

Nach der Premiere von Wu: The Story of the Wu-Tang in New York sagte Cappadonna, dass die Gruppe für das Album zwischen 40 und 50 Lieder aufgenommen habe, und dass 14 von ihnen für das Album ausgesucht worden seien.

## Künstlerische Meinungsverschiedenheiten
Im Gegensatz zu Wu-Tangs Vorgängeralben, in der hauptsächlich dunkle, düstere und straßenorientierte Beats produziert wurden, experimentierte Produzent RZA an 8 Diagrams ein bisschen mehr und baute unter anderem Orchester oder andere neue Instrumente in die Beats ein. Das führte intern zu Streitigkeiten in der Gruppe, Kritik kam insbesondere von Ghostface Killah und Raekwon, die meinten, das neue Album habe nicht den „typischen Wu-Tang-Sound“. In einem Interview mit dem US-amerikanischen Radiosender Miss Info sagte Raekwon, dass er und der Rest der Gruppe ein anderes Album mit dem Titel „Shaolin Vs. Wu-Tang“ produzieren werden, ohne Beteiligung von RZA. In einem späteren Interview mit dem Musikmagazin Vibe wurde dann bekannt gegeben, dass „Shaolin Vs. Wu-Tang“ das fünfte Studioalbum von Raekwon sein werde, und das alle Mitglieder aus dem Clan mit Ausnahme von RZA auf dem Album vertreten sein werden. In Bezug auf 8 Diagrams meinte Raekwon: „RZA muss nicht auf jedem Album sein. Ich wollte anderen Produzenten eine Chance geben. Es geht nicht um Beef. Wir können auf unseren eigenen Beinen stehen.“

## Titelliste
| #    | Titel                                                  | Verse | Produzent              | Länge |
| ---- | ------------------------------------------------------ | --- | ---------------------- | ----- |
| 1.   | Campfire                                               | - Erster Vers: Method Man - Zweiter Vers: Ghostface Killah - Dritter Vers & Refrain: Cappadonna | RZA                    | 3:59  |
| 2.   | Take It Back                                           | - Erster Vers: Raekwon - Zweiter Vers: Inspectah Deck - Dritter Vers: Ghostface Killah - Vierter Vers: U-God - Refrain: Method Man & U-God                                                              | Easy Mo Bee, RZA       | 4:12  |
| 3.   | Get Them Out Ya Way Pa                                 | - Erster Vers: Method Man - Zweiter Vers: U-God - Dritter Vers: Masta Killa - Refrain: Ghostface Killah & Raekwon                                                                                       | RZA                    | 4:18  |
| 4.   | Rushing Elephants                                      | - Erster Vers: Raekwon - Zweiter Vers: GZA - Dritter Vers: RZA - Vierter Vers: Masta Killa | RZA                    | 3:00  |
| 5.   | Unpredictable                                          | - Erster Vers: Inspectah Deck - Zweiter Vers: RZA - Refrain: RZA & Dexter Wiggle | RZA                    | 4:11  |
| 6.   | The Heart Gently Weeps                                 | - Erster Vers: Raekwon - Zweiter Vers: Ghostface Killah - Dritter Vers: Method Man - Refrain: Erykah Badu                                                                                               | RZA, George Drakoulias | 5:37  |
| 7.   | Wolves                                                 | - Erster Vers: U-God - Zweiter Vers: Method Man - Dritter Vers: Masta Killa - Refrain: George Clinton                                                                                                   | RZA                    | 4:14  |
| 8.   | Gun Will Go                                            | - Erster Vers: Raekwon - Zweiter Vers: Method Man - Dritter Vers: Masta Killa - Refrain: Sunny Valentine                                                                                                | RZA                    | 4:16  |
| 9.   | Sunlight                                               | - RZA | RZA                    | 3:22  |
| 10.  | Stick Me for My Riches                                 | - Erster Vers & Refrain: Gerald Alston - Zweiter Vers: Method Man - Dritter Vers: Inspectah Deck - Vierter Vers: RZA - Fünfter Vers: GZA                                                                | Mathematics, RZA       | 6:08  |
| 11.  | Starter                                                | - Erster Vers: Streetlife - Zweiter Vers: GZA - Dritter Vers: Inspectah Deck - Vierter Vers: U-God - Refrain: Sunny Valentine & Tash Mahogany                                                           | RZA                    | 4:13  |
| 12.  | Windmill                                               | - Erster Vers: Raekwon - Zweiter Vers: GZA - Dritter Vers: Masta Killa - Vierter Vers: Inspectah Deck - Fünfter Vers: Method Man - Sechter Vers: Cappadonna                                             | RZA                    | 4:32  |
| 13.  | Weak Spot                                              | - Erster Vers: RZA - Zweiter Vers: Raekwon - Dritter Vers: GZA | RZA, George Drakoulias | 3:58  |
| 14.  | Life Changes                                           | - Erster Vers: Method Man - Zweiter Vers: Raekwon - Dritter Vers: GZA - Vierter Vers: Masta Killa - Fünfter Vers: Inspectah Deck - Sechster Vers: U-God - Siebter Vers: RZA - Outro: Shifu Shi Yan Ming | RZA                    | 7:21  |
| *15. | Tar Pit (Bonus-Track)                                  | - Refrain: Method Man & George Clinton - Erster Vers: U-God - Zweiter Vers: Cappadonna - Dritter Vers: Streetlife - Outro: George Clinton                                                               | RZA                    | 4:56  |
| 16.  | 16th Chamber (ODB Special) (International Bonus track) | - Erster Vers: Method Man - Zweiter Vers: Raekwon - Dritter Vers: Ol’ Dirty Bastard | RZA                    | 2:45  |